# 大沢竜雄
- 大沢竜雄
- 大澤龍雄

大沢 竜雄（大澤 龍雄、おおさわ たつお、1918年（大正7年） - 1944年（昭和19年）9月）は、昭和戦前期の日本の陸上競技選手。現在の栃木県佐野市出身。箱根駅伝で活躍して日本大学の連覇に貢献し、3000m障害で日本記録を更新した。太平洋戦争に出征し戦死。佐野地域で1951年より開催されている「大澤駅伝競走大会」は、郷土の名選手であった大沢を記念した大会である。

## 経歴
1918年（大正7年）、栃木県安蘇郡常盤村（現在の佐野市牧町）生まれ。1931年（昭和6年）に旧制佐野中学校（現在の栃木県立佐野高等学校・附属中学校）に入学し、陸上競技選手としての活躍を見せた。
1936年（昭和11年）、日本大学に進学。東京箱根間往復大学駅伝競走（箱根駅伝）では1937年（第18回）から1940年（第21回）まで4年連続出場し、区間賞を2度獲得、残る2回も区間2位でタスキをつなぎ、日本大学の連覇に貢献している。
1937年（昭和12年）の日米対抗陸上競技大会に日本代表として参加した。
日本陸上競技選手権大会では、1938年（昭和13年）から1940年（昭和15年）まで3000m障害で3連覇。とくに1940年（昭和15年）11月3日の第25回日本陸上競技選手権大会では9分25秒2の日本新記録を樹立した。
1940年東京オリンピックの候補選手であったという。日本帝国陸軍に応召し、1944年（昭和19年）年9月、アンガウルの戦いで戦死した。27歳。

## 記念
大澤駅伝競走大会は、大沢の追悼行事として1951年（昭和26年）に第1回が開催されたもので、当初は佐野市運動公園陸上競技場と大沢の出生地である佐野市牧町（葛生地区）の往復で行われた（21世紀に入ってから、道路事情等に伴いコースが変更されている）。